# Cyrtoptyx gallicola
Cyrtoptyx gallicola is een vliesvleugelig insect uit de familie Pteromalidae. De wetenschappelijke naam is voor het eerst geldig gepubliceerd in 1976 door Dzhanokmen.